# 고정 비트
고정 비트 또는 스티키 비트(sticky bit)는 컴퓨팅에서 유닉스 계열 시스템의 파일 및 디렉터리에 할당할 수 있는 사용자 소유권 액세스 권한 플래그이다.
두 가지 정의가 있다. 하나는 파일용이고 다른 하나는 디렉터리용이다.
파일, 특히 실행 파일의 경우, 수퍼유저는 필요가 끝나더라도 주 메모리에 유지되도록 태그를 지정하여 다른 필요가 발생할 때 발생할 수 있는 스와핑을 최소화할 수 있으며, 이제 상대적으로 느린 보조 메모리에서 파일을 다시 로드해야 한다. 이 기능은 스와핑 최적화로 인해 더 이상 사용되지 않는다.
디렉터리의 경우 디렉터리의 고정 비트가 설정되면 파일 시스템은 해당 디렉터리의 파일을 특별한 방식으로 처리하므로 파일 소유자, 디렉터리 소유자 또는 루트 사용자만 파일 이름을 바꾸거나 파일을 삭제할 수 있다. 고정 비트를 설정하지 않으면 디렉터리에 대한 쓰기 및 실행 권한이 있는 모든 사용자는 파일 소유자에 관계없이 포함된 파일의 이름을 바꾸거나 삭제할 수 있다. 일반적으로 이는 일반 사용자가 다른 사용자의 파일을 삭제하거나 이동하는 것을 방지하기 위해 /tmp 디렉토리에 설정된다.
고정 비트의 최신 기능은 디렉토리를 참조하며, 소유자가 아닌 사람이 디렉토리와 그 내용을 가로채는 것을 방지한다. 이는 대부분의 최신 유닉스 계열 시스템에서 발견된다. /tmp와 같은 공유 디렉터리의 파일은 개별 소유자에게 속하며 소유자가 아닌 사람은 해당 파일을 삭제하거나 덮어쓰거나 이름을 바꿀 수 없다.

## 같이 보기
- chmod